# Jim Pattison
James Allen Pattison, OC OBC (sinh ngày 1 tháng 10 năm 1928) là một ông trùm kinh doanh, nhà đầu tư và nhà từ thiện người Canada. Ông có trụ sở tại Vancouver, British Columbia, nơi ông giữ vị trí giám đốc điều hành, chủ tịch và chủ sở hữu duy nhất của Tập đoàn Jim Pattison, công ty tư nhân lớn thứ hai của Canada, với hơn 45.000 nhân viên trên toàn thế giới và doanh thu hàng năm là 10,1 tỷ đô la. Tập đoàn đang hoạt động trong 25 bộ phận, theo Forbes, bao gồm bao bì, thực phẩm, lâm sản.
Năm 2015, anh được coi là người giàu thứ tư của Canada. Pattison thường được gọi là "Warren Buffett của Canada". Theo Forbes, giá trị ròng của Pattison vào cuối năm 2018 là 5,7 tỷ đô la, đã tăng đáng kể so với 2,1 tỷ đô la được báo cáo vào tháng 3 năm 2009. Vào thời điểm đó, ông được Bloomberg News mô tả là người giàu thứ ba ở Canada.
Pattison được giới thiệu vào Đại lộ Danh vọng Canada vào tháng 12 năm 2018, trước đó đã được bổ nhiệm vào Dòng Canada (1987), và Huân chương British Columbia (1990) và nhận Huân chương Kỷ niệm của Toàn quyền cho Lễ kỷ niệm 125 năm tại Canada. Sự công nhận khác bao gồm được giới thiệu vào Hội trường danh vọng doanh nghiệp Canada và Hội trường danh vọng của Hiệp hội bán hàng chuyên nghiệp Canada, cũng như Giải thưởng Thành tựu trọn đời của năm (2000), Giải thưởng Horatio Alger quốc tế (Hoa Kỳ, 2004), và Giải thưởng Biểu tượng trẻ của Tổ chức Tổng thống Canada (2007).

## Cuộc sống và giáo dục ban đầu
Cha mẹ của Pattison cư trú tại thị trấn nông thôn Luseland, Saskatchewan, khi anh được sinh ra tại bệnh viện ở thành phố Saskatoon gần đó. Gia đình chuyển đến East Vancouver, British Columbia khi Pattison lên sáu tuổi, nhưng anh đã trở lại Saskatchewan trong mùa hè.
Công việc mùa hè đầu tiên của anh là chơi kèn tại trại nhà thờ trẻ em  và sau đó hái trái cây (quả mâm xôi, anh đào và đào) trong suốt mùa hè khi còn học trung học. Pattison có nhiều công việc khi còn học trung học, bao gồm bán bánh rán ở bãi đậu xe của trường, bán hạt giống đến tận nhà, giao báo và làm việc như một cậu bé ở khách sạn Georgia. Ông tốt nghiệp trường trung học John Oliver năm 1947.
Sau khi học trung học, anh làm việc trong một nhà máy đóng hộp, nhà đóng gói, làm công nhân xây dựng những cây cầu trên núi, rồi đến Đường sắt Thái Bình Dương của Canada với tư cách là một nhân viên phục vụ xe ăn uống  trước khi nhận công việc rửa xe tại trạm xăng với xe nhỏ đã qua sử dụng kèm theo. Tình cờ, trong khi người bán hàng thường xuyên đi vắng, Pattison đã bán một trong những chiếc xe trên lô và tìm thấy nghề nghiệp của mình. Anh ấy đã thành công trong việc bán ô tô đã qua sử dụng vào mùa hè tại một trong những lô xe cũ lớn nhất ở Vancouver, sử dụng thu nhập của mình để trả cho việc học tại Đại học British Columbia  (mặc dù anh ấy không hoàn thành việc học của mình, là ba lớp thiếu bằng cấp kinh doanh).

## Nghề nghiệp
Trong thời gian nghỉ học tại Đại học vào mùa hè năm 1948, Pattison đã bán ô tô tại Richmond Motors ở BC, mặc dù nhiệm vụ chính của anh là rửa xe. Mùa hè năm 1949, ông làm việc cho Kingsway, một đại lý xe hơi đã qua sử dụng ở Vancouver. "Tôi đã làm việc ở đó suốt mùa hè và sau đó [ông chủ của tôi] đã cho tôi một chiếc xe để lái đến trường đại học. Vì vậy, sau đó tôi bắt đầu bán những chiếc xe đã qua sử dụng tại UBC, "Pattison nói với một phóng viên.
Đến năm 1961, bằng cách sử dụng các kỹ năng bán hàng của mình, anh ta đã có thể thuyết phục một người quản lý Ngân hàng Hoàng gia cho anh ta vay 40.000 đô la, nhiều hơn đáng kể so với giới hạn cho vay của chi nhánh, để mở một đại lý Pontiac trên Main Street gần trường tiểu học của anh ta. Để hoàn thành việc tài trợ, ông cũng đã bán căn nhà của mình, giao giá trị đầu hàng tiền mặt trong chính sách bảo hiểm nhân thọ của mình cho General Motors và vay GM với giá 190.000 đô la cho cổ phiếu ưu đãi trong công ty. Một phần tư thế kỷ sau, ông đã bán nhiều xe hơn bất kỳ ai khác ở Tây Canada.
Công ty của ông sở hữu 25 đại lý xe hơi tính đến tháng 3 năm 2018, đại lý xe tải Peterbilt, Thực phẩm Overwaitea, Thực phẩm tiết kiệm, Thực phẩm chất lượng, Ripley có tin hay không!, Kỷ lục Guinness và đài phát thanh và truyền hình ở British Columbia, Alberta, Saskatchewan và Manitoba. Pattison tham gia kinh doanh truyền thông khi mua đài phát thanh Vancouver AM của CJOR với năm đối tác. Broadcast Group là công ty phát thanh và truyền hình lớn nhất ở phương Tây năm 2018 của Canada, với 43 đài phát thanh và ba đài truyền hình. Pattison Nông nghiệp là đại lý John Deere lớn thứ hai ở Canada, với 19 địa điểm tại Saskatchewan và Manitoba.
Ông cũng sở hữu Vancouver Blazers của Hiệp hội khúc côn cầu thế giới.
Pattison đã lãnh đạo tổ chức Expo 86 tại Vancouver với tư cách là giám đốc điều hành và chủ tịch của Expo 86 Corporation. Khi ông được bổ nhiệm vào Dòng British Columbia, giải thưởng đã ghi chú: "Mặc dù những người khác có thể có tầm nhìn ban đầu cho hội chợ triển lãm '86, nhưng chính Jimmy Pattison là người xúc tiến - nhiều hơn bất kỳ ai khác đã thực hiện. Anh ấy đòi hỏi nhiều ở đội của anh ấy nhưng không hơn anh ấy đã chuẩn bị sẵn sàng để đưa ra. Điều này ông đã làm, gần như toàn thời gian trong khoảng thời gian năm năm, mà không phải bồi thường... " 
Vào ngày 15 tháng 2 năm 2008, Jim Pattison Group đã tuyên bố mua lại tổ chức GWR, công ty được biết đến với thương hiệu Guinness World Records. Cuốn sách hàng năm của nó, được xuất bản tại hơn 100 quốc gia với 37 ngôn ngữ, là cuốn sách có bản quyền bán chạy nhất thế giới. Pattison, người sở hữu khoảng 30% cổ phần của Canfor, đã xảy ra tranh chấp về quản trị với người quản lý tiền Stephen A. Jarislowsky, công ty sở hữu 18%. Pattison đã thắng và hất cẳng CEO Jim Shepherd về hiệu suất kém của Canfor và giá cổ phiếu giảm, thay thế ông cho tạm thời với Jim Shepard.
Ông đã tham gia với ủy ban cho Thế vận hội Vancouver 2010. Trong số các danh hiệu khác, Pattison là một Viên chức của Dòng Canada  và là thành viên của Dòng British Columbia. Ông cũng được liệt kê là số 177 trong danh sách Forbes 2015 của những người giàu nhất thế giới. Ông cũng được liệt kê là người giàu nhất Canada.
Vào cuối năm 2018, Pattison vẫn làm việc toàn thời gian, thực hiện một chuyến tham quan các đại lý thiết bị nông nghiệp Pattison ở phía tây, ví dụ, lái một chiếc xe bán tải hàng ngàn km để làm điều đó. Khi được một phóng viên của Bloomberg hỏi liệu anh ta có từng đi nghỉ không, Pattison trả lời: "Chà, tôi được 365 ngày. Nếu bạn thích công việc của mình, nó không phải là việc làm".

## Từ thiện
Hãy tưởng tượng Canada đánh giá Jim Pattison Foundation vào năm 2008 là tổ chức tài trợ từ thiện lớn thứ tám của một tổ chức tư nhân ở Canada.
Vào ngày 16 tháng 4 năm 2009 Jim Pattison tuyên bố rằng Save-On Food đã quyên góp 100.000 đô la cho Đài truyền hình CBC để thuê xe tải truyền hình độ nét cao cho các trò chơi trong trận đấu vòng loại NHL vòng 1 năm 2009 của Vancouver Canucks so với St. Louis Blues. Trước khi đóng góp này, CBC tuyên bố rằng họ sẽ không phát sóng các trò chơi độ phân giải cao ở St. Louis do chi phí thuê thiết bị độ nét cao trong thời kỳ kinh tế khó khăn hiện tại và cắt giảm lớn để tài trợ cho CBC bởi chính phủ liên bang.
Pattison là một nhà từ thiện nổi tiếng, và một bài báo trên tờ The Globe and Mail lưu ý: "Anh ấy luôn cho đi 10% thu nhập của mình."  Vào tháng 7 năm 2013, anh đã quyên góp tới 5 triệu đô la cho Quỹ bệnh viện Victoria (Victoria, British Columbia), để hỗ trợ chiến dịch "Xây dựng chăm sóc cùng nhau" để mua thiết bị mới cho tháp chăm sóc bệnh nhân mới tại Bệnh viện Hoàng gia Jubilee. Để công nhận, bệnh viện đã đặt tên cho sảnh tầng trệt của tháp chăm sóc bệnh nhân là "The Jim Pattison Atardi and Concference". Năm 2011, Pattison đã đóng góp 5 triệu đô la để thêm tên của mình và để phù hợp với quyên góp công khai cho chiến dịch gây quỹ 100 ngày trị giá 10 triệu đô la tại Surrey, British Columbia cho Trung tâm phẫu thuật và chăm sóc ngoại trú Jim Pattison mới do Fraser Health điều hành. Các khoản quyên góp khác trong quá khứ bao gồm Bệnh viện Đa khoa Vancouver 20 triệu đô la vào năm 1999 và 5 triệu đô la cho Bệnh viện Lions Gate vào năm 2008 
Vào ngày 28 tháng 3 năm 2017, Pattison đã quyên góp 75 triệu đô la để xây dựng Bệnh viện St. Paul mới ở Vancouver, một kỷ lục của Canada về việc quyên góp tư nhân cho một nhà cung cấp dịch vụ chăm sóc sức khỏe. Vào ngày 30 tháng 5 năm 2017, Pattison và Jim Pattison Foundation tuyên bố họ đã quyên góp 50 triệu đô la, khoản đóng góp tư nhân lớn nhất trong lịch sử của Saskatchewan, cho Bệnh viện Nhi đồng mới của Saskatchewan ở Saskatoon, Saskatchewan dự kiến sẽ khai trương vào năm 2019. Nó cũng đã được thông báo rằng ngày hôm đó bệnh viện mới sẽ được đặt tên để vinh danh ông.
Trong một cuộc phỏng vấn vào tháng 3 năm 2018, Pattison đã đưa ra nhận xét sau đây về khả năng của mình. "Chúng tôi đã có cơ sở của công ty chúng tôi - chúng tôi đã mất 57 năm để xây dựng - nơi chúng tôi có thể làm một số việc nghiêm túc và cho tiền nghiêm túc khi thời gian trôi qua. Chúng ta càng kiếm được nhiều tiền, chúng ta càng kiếm được nhiều tiền. Chúng ta chỉ đang tham gia thôi. " 

## Cuộc sống cá nhân
Pattison kết hôn với Mary Hudson, người mà anh gặp tại trại nhà thờ Swift Current khi cả hai đều 13 tuổi. Hudson đến từ Moose Jaw. Khoảng 66 năm sau vào năm 2018, Pattison nhận xét: "Bí mật [cho một cuộc hôn nhân thành công] là kết hôn với ai đó từ Saskatchewan. Sau đó, bạn sẽ không gặp vấn đề gì! "  Hai vợ chồng có ba đứa con.
Tại một cuộc đấu giá ở Los Angeles vào ngày 17 tháng 11 năm 2016, Pattison đã mua (với giá 4,8 đô la   triệu) chiếc váy Jean Louis mà Marilyn Monroe mặc khi cô hát " Chúc mừng sinh nhật, ngài Tổng thống " cho Tổng thống John F. Kennedy trong lễ kỷ niệm sinh nhật lần thứ 45 của ông. Ở tuổi 90, Pattison thích chơi piano, organ và kèn.